# Auferstehungskirche (Drackendorf)

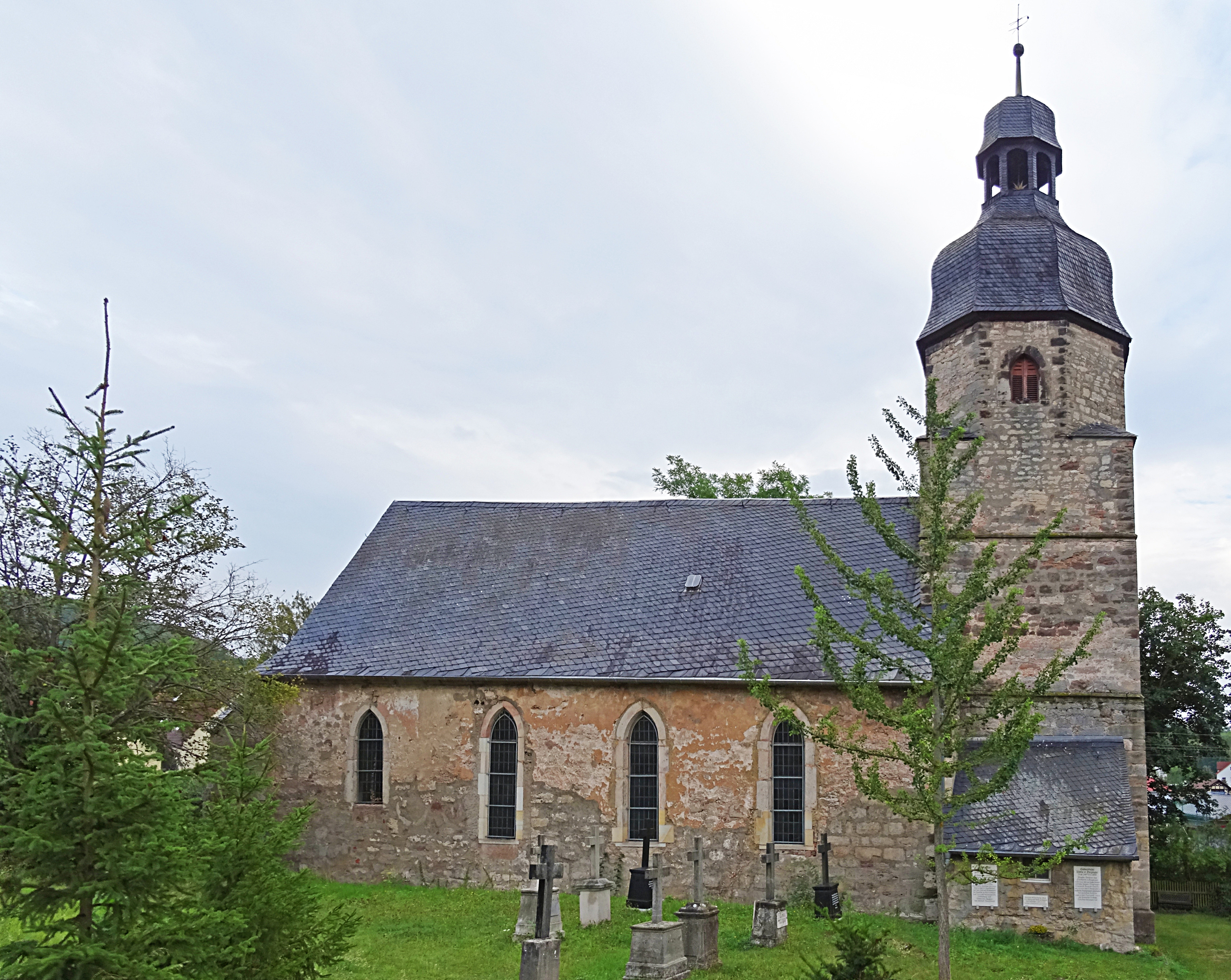
Die Kirche

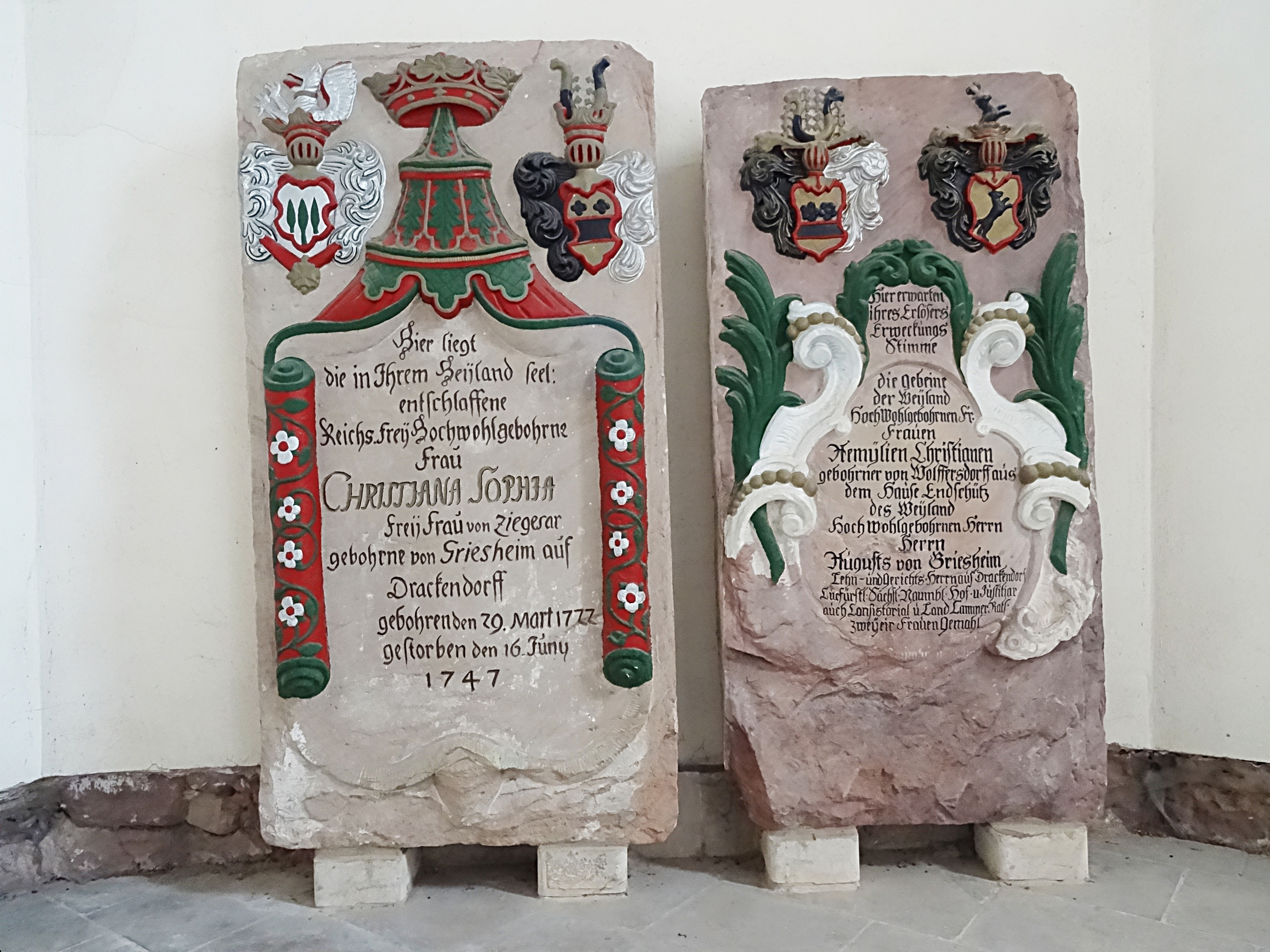
Sandsteinepitaphe

Die Auferstehungskirche steht im Ortsteil Drackendorf der Stadt Jena in Thüringen. Die Kirche gehört zum Kirchenkreis Jena.

## Lage
Drackendorf befindet sich südöstlich direkt am jetzigen Stadtrand von Jena und ist mit der Stadt zu einer Einheit verwachsen. In dem noch ländlichen Raum befindet sich am Fuß des Berges zur Lobdeburg und östlich hinter dem Drackendorfer Park das Gotteshaus im Gottesacker.

## Geschichte

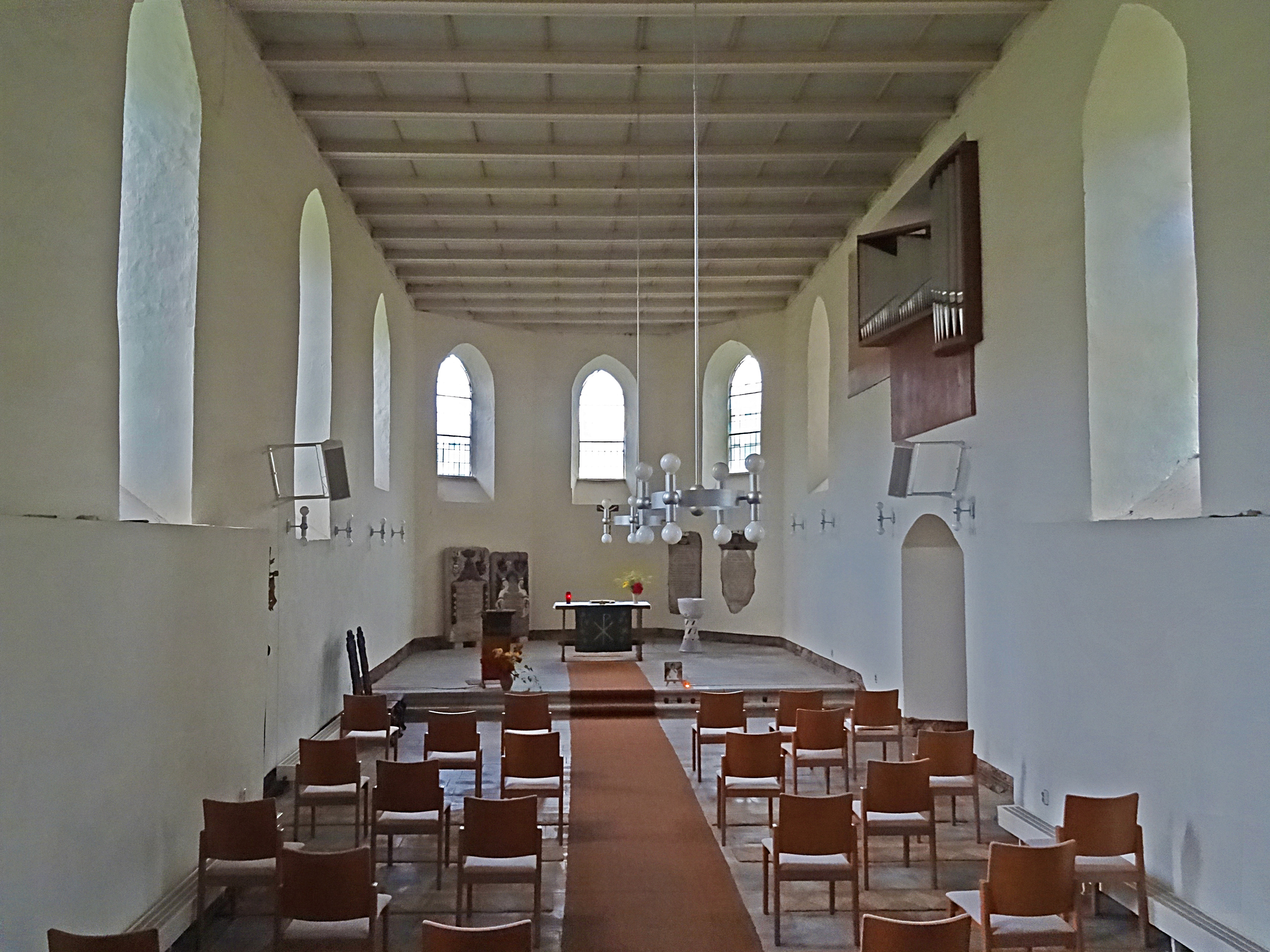
Innenraum

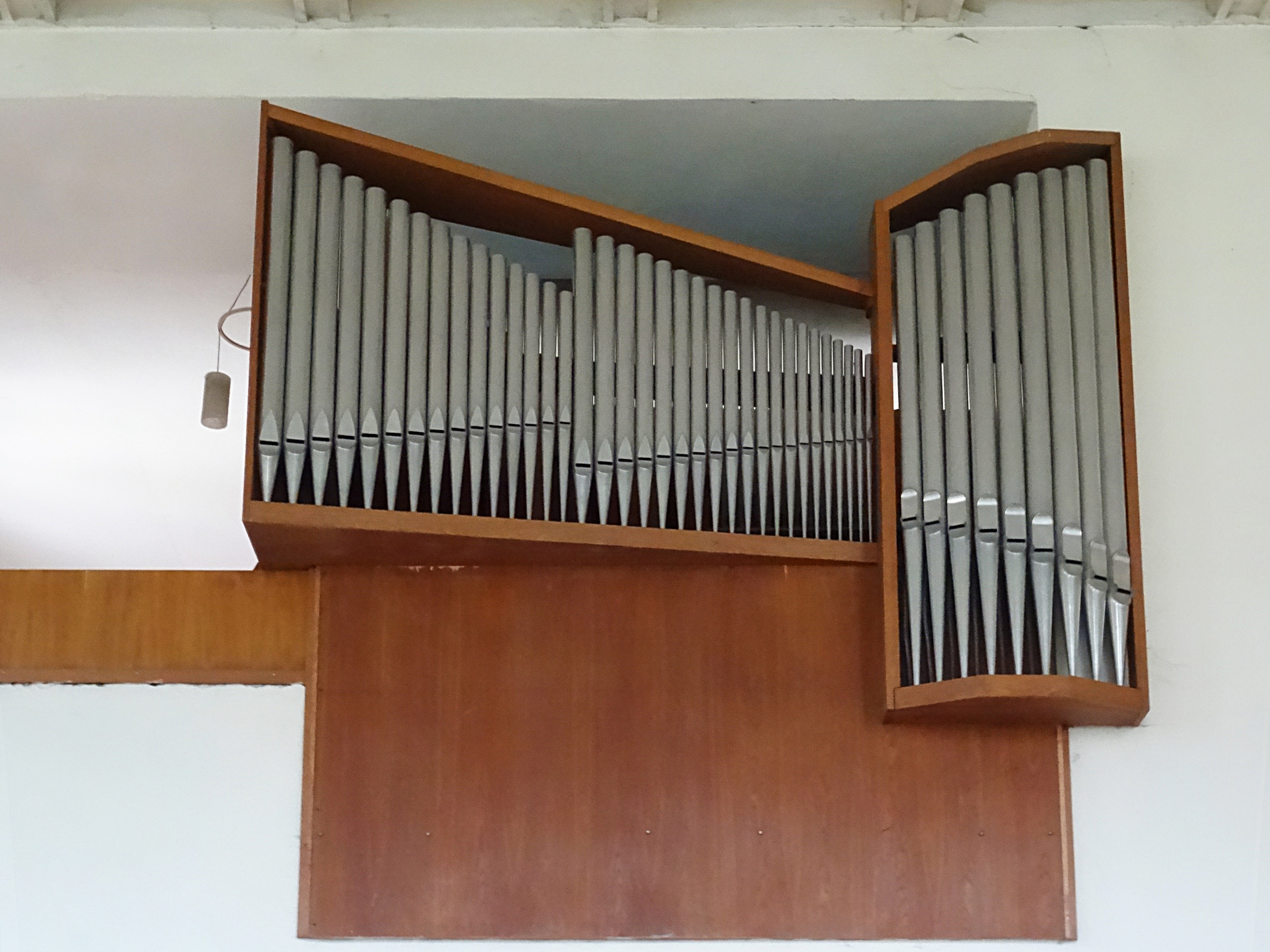
Die Orgel

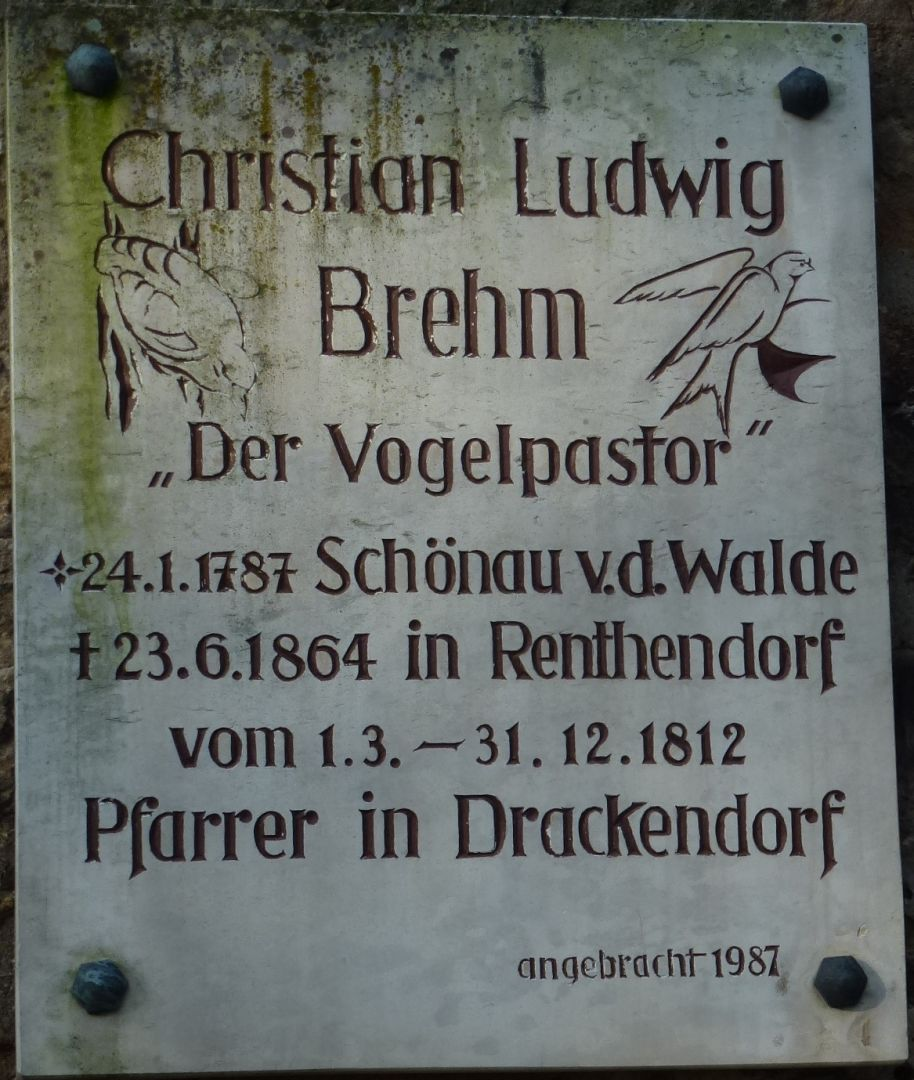
Tafel für Christian Ludwig Brehm

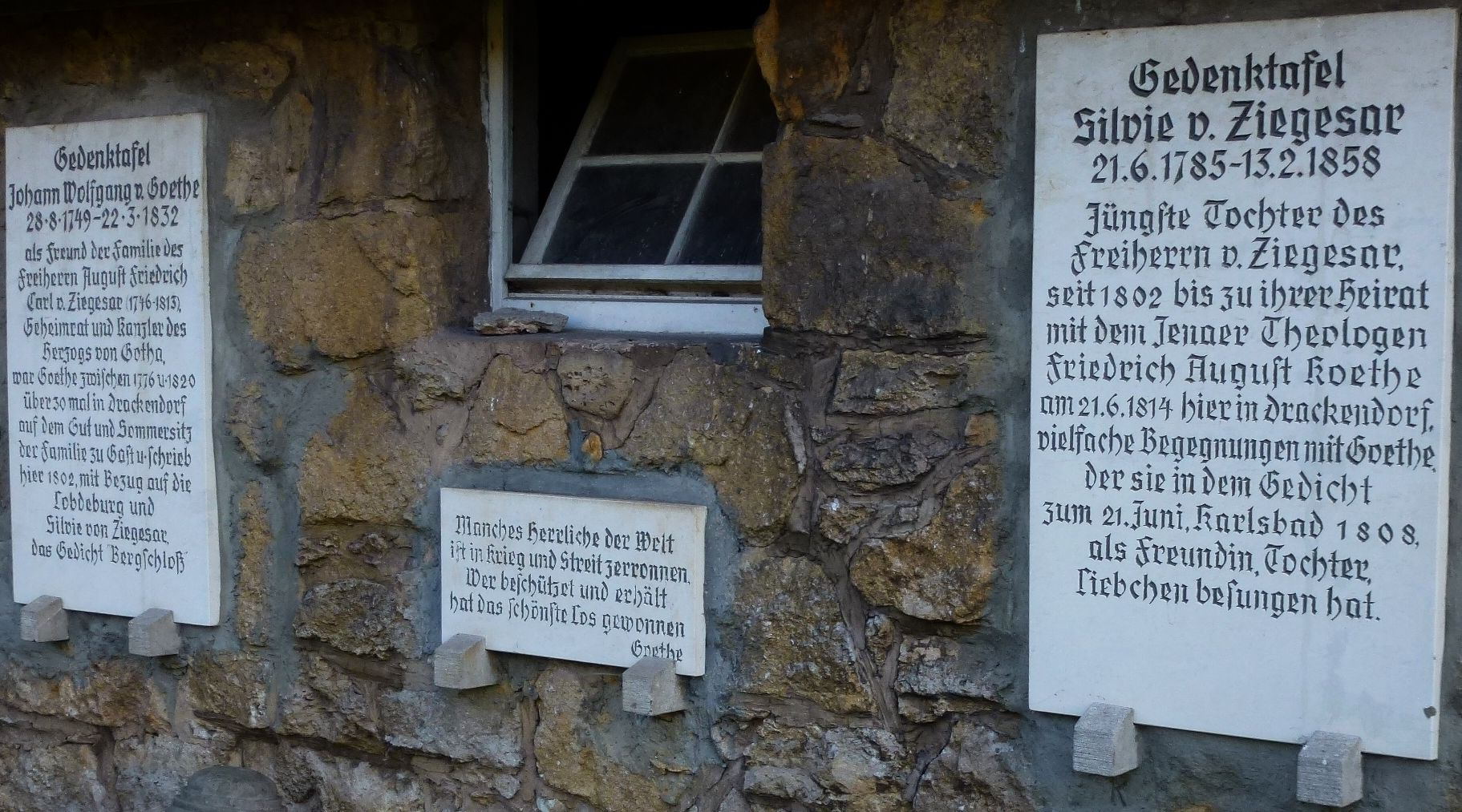
Tafeln für Sylvie von Ziegesar und Goethe

Der Ursprung der Kirche ist romanischen Baustils gewesen. Der Umbau und teilweise Neubau der Kirche erfolgte von 1653 bis 1656. Der Chor und das Unterteil des Turms wurden von einem spätgotischen Vorgängerbau einbezogen. Neu errichtet wurden Langhaus, Süd-Vorbau und Turmoberteil. 1867 erfolgte eine eingehende Renovierung. 1970 wurden Umbauten zur Nutzungserweiterung für das Neubaugebiet Lobeda vorgenommen. Im Innern der Kirche stehen schlichte Sandsteinepitaphe zweier Pfarrer, und reich verzierte, in fröhlichen Farben dargestellte Epitaphe von Christiane Sophie von Ziegesar (geb. von Griesheim) und Amalie Christiane von Griesheim (geb. von Wolfersdorf). Kruzifix und Taufgestell bestehen aus künstlerischer Keramik.
Im Südanbau für den Herrschaftsstuhl befindet sich heute die kleine Orgel. Sie wurde um 1970 von Orgelbaumeister Günter Bahr aus Weimar gebaut und 1987 durch Wolfgang Nußbücker (Plau am See) wieder aufgebaut.
An der Kirche sind Gedenktafeln zur Erinnerung an den Vogelpastor Christian Ludwig Brehm sowie die Beziehung zwischen Sylvie von Ziegesar und Goethe angebracht.

## Auf dem Friedhof
Nördlich der Kirche befinden sich die schlichten Gräber der Gutsherren von Ziegesar und von Helldorf.